# Kaizuka
Kaizuka (wörtlich: „Muschelhaufen, Køkkenmødding“; jap. 貝塚市 Kaizuka-shi, deutsch ‚[kreisfreie] Stadt Kaizuka‘, englisch City of Kaizuka/Kaizuka City/Kaizuka, Osaka) ist eine Stadt in der Präfektur Osaka in Japan.

## Geographie
Kaizuka liegt südlich von Osaka und Sakai.

## Sehenswürdigkeiten
- Tempel Kōon-ji
- Tempel Mizuma-dera

## Geschichte
Kaizuka erhielt am 1. Mai 1943 das Stadtrecht.

## Verkehr
- Straße:
  - Hannan-Autobahn
  - Nationalstraßen 26, 170, 481
- Zug:
  - Nankai-Hauptlinie
  - JR Hanwa-Linie

## Städtepartnerschaft
- Culver City, Kalifornien, USA

## Söhne und Töchter der Stadt
- Aya Hisakawa (* 1968), Synchronsprecherin und Sängerin

## Angrenzende Städte und Gemeinden

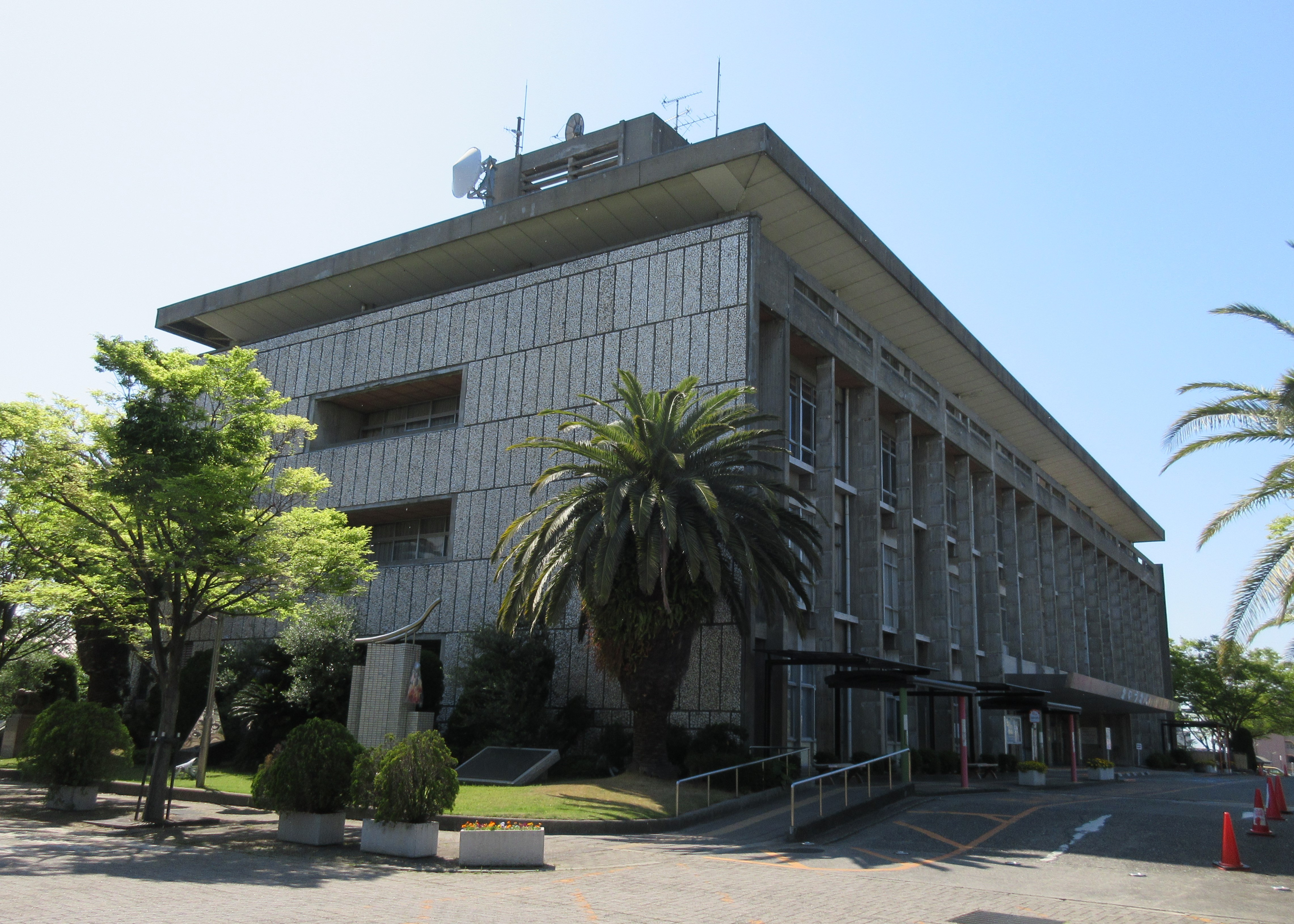
Ehemaliges Hauptgebäude des Rathauses von Kaizuka (Foto aufgenommen im Mai 2019)

- Präfektur Osaka
  - Izumisano
  - Kishiwada
  - Kumatori
- Präfektur Wakayama
  - Kinokawa